# Ludmierzyce
Ludmierzyce (Duits: Leimerwitz) is een plaats in het Poolse district  Głubczycki, woiwodschap Opole. De plaats maakt deel uit van de gemeente Kietrz en telt 127 inwoners.

## Verkeer en vervoer
- Station Ludmierzyce